# 貝亨奧普佐姆圍城戰 (1747年)
貝亨奧普佐姆圍城戰（法語：Siège de Berg-op-Zoom）發生於1747年7月至9月，在莫里斯·德·薩克斯元帥的指揮下，由烏里希·馮·洛文達爾伯爵率領的法國攻城軍圍攻並佔領荷蘭共和國澤蘭省與北布拉邦省之間的戰略重地貝亨奧普佐姆 該要塞多達2.6萬名的國事詔書聯軍全數被殲滅。
在長達七年的戰爭後，雙方都損失慘重並開始尋求和平。儘管開始有初步的和平協議，但雙方都不打算讓步。 貝亨奧普佐姆要塞的損失對荷蘭來說是個失敗的警訊，開啟了法軍入侵荷蘭的機會。該圍攻廣受當時歐洲的關注，國事詔書聯軍相信該要塞足以抵擋法軍的進攻，而法軍則尋求一切機會佔領該地。

## 註腳
1. 1 2 3  Bodart 1908，第212頁.
2. 1 2 3  Bodart 1908，第211頁.
3. ↑  Lodge p. 271.
4. ↑  Browning. Austrian Succession, pp. 317–319.
5. ↑  紳士雜誌, Vol. 17, London, 1747. pp. 328–329, 401–402, 409–412, 464–465. Cust: Annals, V.II, p. 121, "The fate of Bergen-op-Zoom, on which the eyes of all Europe were fixed...".